# Artemisia rupestris
Artemisia rupestris là một loài thực vật có hoa trong họ Cúc. Loài này được Carl Linnaeus mô tả khoa học đầu tiên năm 1753.

## Phân bố
Loài bản địa Afghanistan, các quốc gia Baltic, Đức, Kazakhstan, Kyrgyzstan, Mông Cổ, Nga, Thụy Điển, Tajikistan, Uzbekistan, Trung Quốc (Tân Cương).

## Lưu ý
- Artemisia rupestris Scop., 1771 nom. illeg. = Artemisia alba subsp. alba
- Artemisia rupestris Asso, 1779 nom. illeg. = Artemisia pedemontana subsp. assoana (Willk.) Rivas Mart., 2002
- Artemisia rupestris O.F.Müll., 1780 nom. illeg. = Artemisia norvegica subsp. norvegica
- Artemisia rupestris Lam., 1783 nom. illeg. = Artemisia splendens Willd., 1803
- Artemisia rupestris All., 1785 nom. illeg. = Artemisia umbelliformis subsp. umbelliformis
- Artemisia rupestris Vill., 1788 nom. illeg. = Artemisia atrata Lam., 1783
- Artemisia rupestris Lag. & Rodr., 1802 nom. illeg. = Artemisia granatensis Boiss., 1838